# Acido ibandronico
L'acido ibandronico o ibandronato (nella fase sperimentale conosciuto con la sigla BM 21.0955) è una molecola appartenente alla classe dei bifosfonati utilizzata nella terapia e nella prevenzione dell'osteoporosi, nella cura della malattia di Paget dell'osso, e nelle complicanze ossee (lesioni osteolitiche) associate a metastasi, in particolare di tumori della mammella.
In una review del 2005 è stato confermato che in donne con cancro al seno avanzato e metastasi ossee clinicamente evidenti, l'uso di bifosfonati (sia assunti per via orale che per via endovenosa), in aggiunta alla terapia ormonale od alla chemioterapia, riduce il rischio di sviluppare un evento scheletrico rispetto al placebo o alla non assunzione di bifosfonati oltre ad aumentare il tempo che trascorre tra gli eventuali eventi scheletrici.

In Italia il farmaco è venduto dalla società farmaceutica Roche Registration Limited con il nome commerciale di Bondronat nella forma farmaceutica di compresse rivestite con film da 50 mg. È inoltre commercializzato da numerose altre società farmaceutiche come medicinale equivalente.

## Farmacodinamica
Ibandronato appartiene al gruppo dei bifosfonati, una classe di farmaci che agisce in modo specifico sulla sostanza ossea. Acido ibandronico inibisce il riassorbimento osseo indotto dagli osteoclasti. Come altri bifosfonati, è chimicamente correlato al pirofosfato inorganico, il regolatore endogeno del turnover osseo. Mentre il pirofosfato inibisce il riassorbimento osseo e la mineralizzazione dell'osso neoformato dagli osteoblasti, ibandronato, alle dosi farmacologiche routinariamente utilizzate, inibisce specificamente il riassorbimento osseo senza determinare alcun effetto sulla mineralizzazione.
In modelli animali, ibandronato si è dimostrato più potente di etidronato, clodronato, pamidronato e alendronato oltre che sostanzialmente equivalente in potenza o forse più potente di risedronato nell'inibire il riassorbimento osseo e l'ipercalcemia indotta.

L'acido ibandronico con la sua azione di inibizione dell'attività osteoclastica, riducendo il riassorbimento osseo attenua le complicazioni scheletriche della malattia maligna, normalmente caratterizzata da un eccessivo riassorbimento non bilanciato da un'adeguata deposizione di osso.

## Farmacocinetica
Acido ibandronico dopo somministrazione orale viene rapidamente assorbito nel tratto gastrointestinale. La concentrazione plasmatica massima (Cmax) viene raggiunta entro circa 1 ora (Tmax). La biodisponibilità assoluta, similmente ad altri bifosfonati, è scarsa e pari a circa lo 0,6%. L'assorbimento è decisamente ridotto dalla contemporanea assunzione di cibo o bevande (con l'unica eccezione dell'acqua naturale).

## Usi clinici
Ibandronato è indicato nella prevenzione di eventi scheletrici, come ad esempio fratture patologiche e complicanze ossee che possono comportare l'uso della radioterapia o della chirurgia, in soggetti affetti da tumore mammario e metastasi ossee. È promettente anche un suo utilizzo nella terapia adiuvante del cancro della mammella.

Può anche essere utilizzato nel trattamento dell'osteoporosi postmenopausale.

## Effetti collaterali ed indesiderati
- Tratto gastrointestinale: nausea, disfagia, dispepsia, esofagite, dolore addominale, ulcera duodenale e gastrica.
- Disturbi del metabolismo: ipocalcemia.[12]
- Disturbi oculari: sono stati riportati eventi infiammatori oculari come uveiti, episcleriti e scleriti.
- Test diagnostici: è possibile il verificarsi di incremento delle concentrazioni ematiche di ormone paratiroideo (PTH).
- Patologie della cute: rash maculo-papulari, necrolisi tossica epidermica, reazioni eritematose ed edematose.[13]
- Osteonecrosi della mandibola: si può verificare un deterioramento dell'articolazione temporo-mandibolare in corso di trattamento con il bifosfonato, in particolare in associazione ad interventi di tipo odontoiatrico, specie di estrazione dentale, oppure a processi infettivi locali. La gran parte dei casi si verifica in pazienti con tumore.[14]

## Controindicazioni
L'acido ibandronico è controindicato nei soggetti con ipersensibilità al principio attivo oppure ad uno qualsiasi degli eccipienti. Il farmaco è anche controindicato nei soggetti che presentano malattie, quali ad esempio la stenosi o l'acalasia, oppure alterazioni a livello esofageo che possano comportare un ritardato svuotamento dell'organo e, quindi, aumentare il rischio di effetti indesiderati. Allo stesso modo ne è controindicata l'assunzione in pazienti che presentano, per qualsiasi motivo, l'impossibilità a rimanere in piedi o seduti oppure in una posizione che comporta mantenere il busto eretto per almeno mezz'ora.

## Dosi terapeutiche
Negli adulti la dose raccomandata è di 50 mg, pari ad una compressa rivestita con film, al giorno. Il dosaggio deve essere aggiustato nelle pazienti con insufficienza renale grave (clearence della creatinina < 30 ml/min) in cui la dose raccomandata è di 50 mg una volta alla settimana.

## Interazioni
- Latte, alimenti, bevande (tranne l'acqua naturale), farmaci antiacidi (contenenti alluminio e magnesio), possono interferire con l'assorbimento di ibandronato.
- Tamoxifene o terapia ormonale sostitutiva con estrogeni: nessuna interazione clinicamente rilevante.
- Melfalan/prednisolone: nessuna interazione clinicamente rilevante nei soggetti con mieloma multiplo in trattamento con questi farmaci.
- Ranitidina: somministrata per via endovenosa determina un aumento della biodisponibilità del farmaco.